# Piero Ceccarini
Piero Ceccarini (Livorno 20 de outubro de 1953) é um ex-árbitro italiano de futebol.

## Biografia
Muito apreciada por observadores da UEFA, foi nomeado diretor da final Taça dos Clubes Vencedores de Taças 1994-1995 Real Zaragoza-Arsenal. No ano seguinte, foi nomeado para a Campeonato Europeu de Futebol de 1996, onde arbitrou o jogo Espanha-Bulgária. Em 1998, ele liderou a declaração final da Super Copa da Europa entre Barcelona e Borussia Dortmund, terminou 1-1 com um troféu em Barcelona, após vencer o primeiro set por 2-0. 
Foi nomenado diretor da final Coppa Italia 1996-1997 Napoli-Vicenza.